# Group Marriage
Pour plus de détails, voir Fiche technique et Distribution.
Group Marriage est un film américain réalisé par Stephanie Rothman, sorti en 1973.

## Fiche technique
- Titre français : Group Marriage
- Réalisation : Stephanie Rothman
- Scénario : Richard Walter, Stephanie Rothman et Charles S. Swartz
- Photographie : Daniel Lacambre
- Montage : John A. O'Connor et Kirby Timmons
- Musique : Michael Andres
- Pays d'origine : États-Unis
- Format : Couleurs - 35 mm - 1,85:1 - Mono
- Genre : comédie dramatique
- Durée : 85 minutes
- Date de sortie : 1973

## Distribution
- Victoria Vetri : Jan
- Aimee Eccles : Chris
- Solomon Sturges : Sander
- Claudia Jennings : Elaine
- Zack Taylor : Phil
- Jeff Pomerantz : Dennis
- Norman Bartold : Findley